# جوليان شو
جوليان شو (بالإنجليزية: Julian Shaw)‏ هو مخرج وممثل نيوزلندي، ولد في 16 ديسمبر 1985.

## أعمال

### أفلام
- (2015) سان أندرياس[4][5][6]

## وصلات خارجية
- جوليان شو على موقع IMDb (الإنجليزية)
- جوليان شو على موقع ألو سيني (الفرنسية)
- جوليان شو على موقع أول موفي (الإنجليزية)
- جوليان شو على موقع أول موفي (الإنجليزية)
- جوليان شو على موقع قاعدة بيانات الفيلم (الإنجليزية)
- جوليان شو على موقع كينوبويسك (الروسية)